# Wahlkampfleiter
Wahlkampfleiter oder Wahlkampfmanager sind die Leiter des Wahlkampfes für ihre jeweilige Partei.
Sie existieren sowohl auf Kommunal-, Landes- als auch Bundesebene. Ihnen obliegt die gesamte Koordinierung des Wahlkampfes, die Vorbereitung von Wahlkampfauftritten der Spitzenkandidaten, der Themen im Wahlkampf und Termin der Wahlkampferöffnung und Wahlkampfende.

## Wahlkampfleiter bei Deutschen Bundestagswahlen
- 2025:
  - Grüne: Andreas Audretsch

- 2017:
  - CDU: Peter Tauber und Peter Altmaier[1]
  - Grüne: Robert Heinrich[2]

- 2013:
  - CDU: Klaus Schüler[3]
  - Grüne: Robert Heinrich[4]
  - Linke: Matthias Höhn[5]

- 2009:
  - SPD: Kajo Wasserhövel[6]

- 2005:
  - CDU: Volker Kauder[7]
  - CSU: Markus Söder[8]
  - SPD: Kajo Wasserhövel[9]
  - FDP: Hans-Jürgen Beerfeltz[10]
  - Grüne: Steffi Lemke[11] (Politische Bundesgeschäftsführerin) und Fritz Kuhn[12]
  - PDS: Bodo Ramelow[13]

- 2002:
  - CDU/CSU: Laurenz Meyer (CDU-Generalsekretär) und Michael Spreng (Leiter Stoiber-Team)[14]
  - SPD: Matthias Machnig (Leiter KAMPA 02)[15]
  - FDP: Fritz Goergen[16] („Erfinder“ des Projekt 18 auch bekannt als Strategie 18)
  - Grüne: Rudi Hoogvliet[17]

- 1998:
  - CDU: Peter Hintze[18]
  - SPD: Bodo Hombach[19]

- 1994:
  - CDU: Peter Hintze[18]

- 1990:
  - CDU: Peter Radunski[20]

- 1987:
  - CDU: Peter Radunski[20]

- 1983:
  - CDU: Peter Radunski[20]

- 1980:
  - CDU: Peter Radunski[20]

- 1976:
  - CDU: Peter Radunski[20]

- 1972:
  - SPD: Holger Börner[21]